# 昇華之夜
《昇華之夜》（德語：Verklärte Nacht），Op. 4，是亞諾·荀伯克於1899年所作的單樂章弦樂六重奏。此曲主要的創作于三星期之內完成，被視為荀伯克最早的重要作品。他的創作受到理查·戴默爾的一首詩的影響，並使用了該詩作的標題；同时也受到對其師亞歷山大·馮·哲林斯基之妹瑪蒂達的強烈情感的影响。此單樂章作品可視作由五部分組成，對應詩作的五段詩節；但在不同錄音中則對這五個部分有不同的劃分。荀伯克後來為作品編成弦樂團版本，亦有其他人的改編版本流传。

## 戴默爾的詩作
戴默爾於1896年出版的著作《女人與世界》中包含這首詩作。此诗描述一对情人在月光下的樹林中行走，女子向新男友坦白自己懷了別人的孩子；兩人無言之後是男子樂觀的接納。

| Zwei Menschen gehn durch kahlen, kalten Hain; der Mond läuft mit, sie schaun hinein. Der Mond läuft über hohe Eichen; kein Wölkchen trübt das Himmelslicht, in das die schwarzen Zacken reichen. Die Stimme eines Weibes spricht: | 兩人正走過冷冽的小疏林； 月亮跟隨着，受他們凝視。 月亮跨越了高聳的橡樹； 無片雲以朦朧的天上光芒， 讓陰暗的樹梢攀升而至。 一女性的聲音說道： |
| | |
| „Ich trag ein Kind, und nit von Dir, ich geh in Sünde neben Dir. Ich hab mich schwer an mir vergangen. Ich glaubte nicht mehr an ein Glück und hatte doch ein schwer Verlangen nach Lebensinhalt, nach Mutterglück und Pflicht; da hab ich mich erfrecht, da ließ ich schaudernd mein Geschlecht von einem fremden Mann umfangen, und hab mich noch dafür gesegnet. Nun hat das Leben sich gerächt: nun bin ich Dir, o Dir, begegnet.“ | 「我懷了一孩，並非你骨肉， 我帶着罪在你身旁同行。 我當時確實是自招其辱。 我再也不相信幸福 但仍懷有一沉重的冀願 於生命之途、於人母之喜 及天職；因為我膽敢、 顫抖着將自身之性 交到一陌生男子的懷裏， 更以為自己受到了恩寵。 現在生命已然作出報復： 現在我與你，就是你，邂逅。」 |
| | |
| Sie geht mit ungelenkem Schritt. Sie schaut empor; der Mond läuft mit. Ihr dunkler Blick ertrinkt in Licht. Die Stimme eines Mannes spricht: | 她踏着蹣跚的步履。 她舉頭張望；月亮跟隨着。 昏暗的雙目遭月光淹沒。 一男性的聲音說道： |
| | |
| „Das Kind, das Du empfangen hast, sei Deiner Seele keine Last, o sieh, wie klar das Weltall schimmert! Es ist ein Glanz um alles her; Du treibst mit mir auf kaltem Meer, doch eine eigne Wärme flimmert von Dir in mich, von mir in Dich. Die wird das fremde Kind verklären, Du wirst es mir, von mir gebären; Du hast den Glanz in mich gebracht, Du hast mich selbst zum Kind gemacht.“                                            | 「那孩子，你已懷上了， 別讓其成為你靈魂之擔， 看啊，宇宙的光何其明晰！ 光芒籠蓋這裏所有事物； 你共我同在冷海中浮沉， 但有一股內在熱流晃蕩 自你至我，自我至你。 這將那陌生的孩子昇華， 使其成為我的，由我而生； 你把那光芒帶到我之中， 你使我也成為你的孩子。」                |
| | |
| Er faßt sie um die starken Hüften. Ihr Atem küßt sich in den Lüften. Zwei Menschen gehn durch hohe, helle Nacht. | 他環抱着她強健的臀部。 他們的呼吸在空中相吻。 兩人走過高遠、明亮的夜。 |

## 樂曲

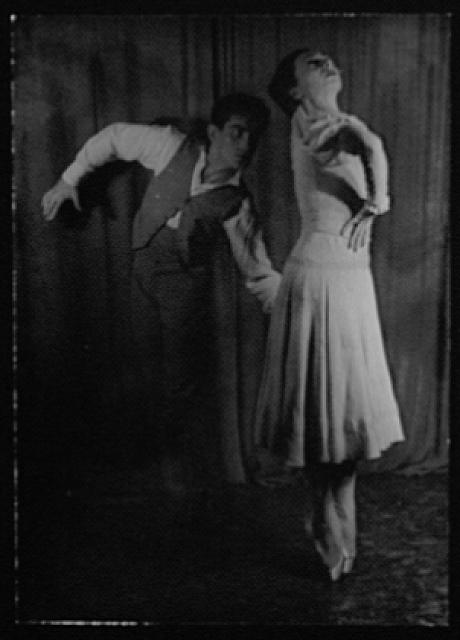
休伊·萊和諾拉·凱伊於1942年表演由安東尼·圖德據此樂曲編舞的《火柱》

荀伯克於1899年秋與其師及其師之妹瑪蒂達·馮·哲林斯基旅居奥地利的派尔巴赫，並在9月於三星期時間內基於戴默爾的《昇華之夜》創作出此曲。此曲手稿的最後版本定稿於該年12月1日。据荀伯克的介绍，除了採用了詩作的標題外，此作品擷取了诗作中与其情景对应的16個片段。他亦自述此曲是標題音樂，但仍保留以絕對音樂的角度聆賞的可能，「因其並非描述某些動作或戲劇元素，而是保持自身速寫式的性質亦表達出人的情感。」雖樂曲明確地以D小調寫成，但音樂材料充滿半音音階，并經常遠離原調。樂曲的創作手法繼承自德國後浪漫主義音樂：如其師哲林斯基，荀伯克嘗試融合勃拉姆斯的樂曲結構及瓦格納的和聲語言，作品一方面如瓦格納般在流動的和聲之上作動機及和弦的模進，另一方面則以樂句將原有節拍模糊，形成荀伯克稱為「發展變奏」的手法。分析認為當中和弦的變音、旋律的跳躍和音樂的動勢等即是荀伯克接下來的作品特徵。

### 分析
樂曲可以被分作五部分。第一部分即以稠密的動機及明顯的動勢營造明徹月夜的氛圍，而第二部分為女子的坦白。其中第一主題以D小調起始，接着是戲劇性的爆發；第二主題則在降B小調描述女子的不幸及孤獨；C小調的第三主題則描述女子服從陌生人後對貞節、母親天職等想法；第四主題採用已出現的材料，但引至另一個終結，並在與先前形成對比的樂句及音色中進入第三部分。第三部分運用開首動機作「發展變奏」；然後採用D大調以造出強烈對比的第四部分則是男子帶着光輝的愛的回應，另外在此亦有運用弱音器及泛音演奏表達月光的美；第五部分則運用轉到大調的開首動機及第三部分的變奏材料作尾聲。

### 改編
繼1899年為弦樂六重奏（小提琴、中提琴、大提琴各兩部）創作的版本，荀伯克於1917年將其改編成弦樂團版本，並加上低音提琴部分。他又在1943年修訂弦樂團的改編版本，相較初版在演奏的發音、強弱、速度皆有改動。勋伯格表示：「新版改善了樂器的平衡，一方面是第一和第二小提琴部分，另一方面是中提琴和大提琴，從而恢復原版的六件樂器對等的設計。」另外他也授權安東尼·圖德為此曲編成芭蕾舞劇《火柱》，其成為美國芭蕾舞劇院的經典劇目，並有若干再改編。

### 首演
乐曲原版在1902年3月18日於維也納音樂協會大樓中的小音樂廳由羅瑟弦樂四重奏團、拉奏中提琴的弗朗茲·耶利內克及拉奏大提琴的弗朗兹·施密特首演。弦樂團版則在1924年12月於泰恩河畔紐卡素由荀伯克的前學生艾華·克拉克指揮。《火柱》在1942年4月8日於大都會歌劇院由美國芭蕾舞劇院首演，安東尼·圖德亦飾演朋友一角。

### 反响
最初連其師哲林斯基也不看好此作，向荀伯克說：「聽似你拿來了一份仍濕的《特里斯坦》樂譜並塗沫了一番。」當作品被提交到維也納作曲家社（德語：Wiener Tonkünstlerverein）時，其中的一個轉位九和弦（在排練號C後的第十個小節）因未被歸類而未被承認，令此作遭到駁回。荀伯克曾表示：「不存在轉位九和弦，也就不存在作品的演奏，因為沒有人能演奏不存在的東西。為此我還要等待數年。」直至作品完成後三年首演才得以进行，但仍引起爭議：一方面是認為此調性作品的和聲進行過於前衛（儘管也有對荀伯克之創新的讚賞），一方面则是質疑戴默爾的詩作主題是否能如作曲家所願設成音樂，以及對其中的女性地位的疑問。該詩被指沒有對婚前性行為作恰當的批判，甚至有讚揚之嫌，而荀伯克的和聲使用也讓當時維也納的聽眾進一步覺得作品有猥褻的含意。據報在首演中有觀眾報以噓聲及喘氣聲。
詩的作者戴默爾則十分欣賞此作品，他在1912年12月12日致函荀伯克：「我本打算將自己文字中的動機對應你的作品，但很快便忘了這樣做，因你的音樂讓我十分著迷。」有評論將此曲列為現今荀伯克最著名的作品。

## 外部連結
- 荀伯克中心：
  - 特蕾絲·莫克塞納之介紹
  - 樂譜掃描本
  - 詩作
  - 樂曲演奏 （页面存档备份，存于）
- 詩作英譯本
- ClassicalNotes 之推薦錄音 （页面存档备份，存于）